# رنفرو، انتاریو
رنفرو، انتاریو (به انگلیسی: Renfrew) یک شهرک در کانادا است که در شهرستان رنفرو واقع شده‌است.

## خصوصیات
رنفرو  ۸٬۲۱۸ نفر جمعیت دارد.